# Zaroebyntsicultuur

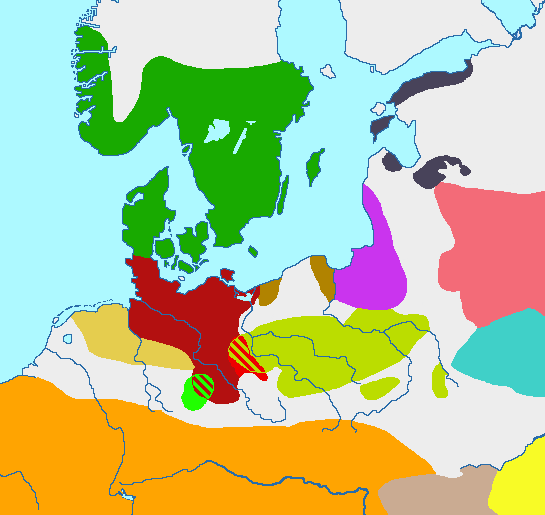
Zaroebyntsicultuur
Przeworskcultuur
Geborsteldkeramiekcultuur
Poienești-Lukașevkacultuur (beïnvloed door de Przeworsk- en Jastorfculturen)
Jastorfcultuur
La Tènecultuur
West-Baltische grafheuvelcultuur
Thraciërs

De Zaroebyntsicultuur (Oekraïens: Зарубинецька культура, Zaroebynetska koeltoera, Russisch: Зарубинецкая культура, Zaroebinetskaja koeltoera) is een archeologische cultuur van de 3e eeuw v.Chr. tot 1e eeuw in het gebied ten noorden van de Zwarte Zee langs de bovenste en middelste Dnjepr en Pripjat, en in het westen tot aan de Zuidelijke Boeg. De Zaroebyntsi-locaties waren bijzonder talrijk tussen de Desna en Ros, evenals langs de Pripjat. 
De cultuur werd rond 1899 geïdentificeerd door de Tsjechisch-Oekraïense archeoloog Čeněk (Vikenti) Chvojka en is nu vastgesteld op ongeveer 500 locaties. De cultuur is vernoemd naar de vondst van crematieresten bij het voormalige dorp Zaroebyntsi aan de Dnjepr.
De Zaroebyntsicultuur ontstond op het gebied van de Milogradcultuur, door invloeden van de klokgravencultuur uit het westen. Ze werd beïnvloed door de La Tènecultuur en de nomaden van de steppen (de Scythen en Sarmaten). De Scythisch-Sarmatische invloed is vooral duidelijk in aardewerk, wapens en huishoudelijke en persoonlijke voorwerpen. Vanaf de 3e eeuw AD kreeg de cultuur banden met de Goten en werd een deel van de Tsjernjachivcultuur.
De etniciteit van de bevolking is omstreden, en had waarschijnlijk een gemengd karakter met Baltische, Slavische en Oost-Germaanse elementen.

## Nederzettingen

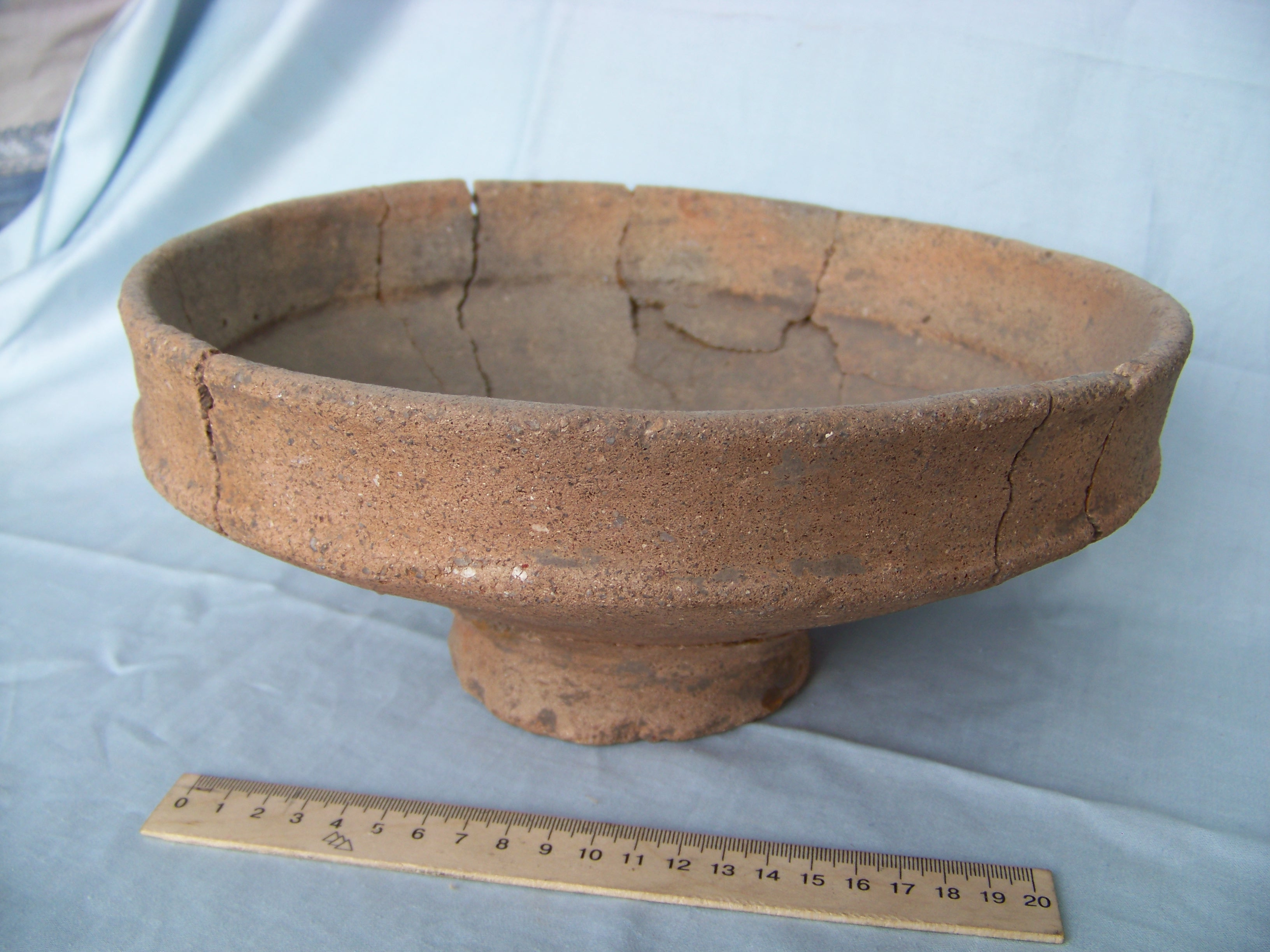
Schaaltje uit de Zaroebyntsicultuur

De dragers van de cultuur hielden zich bezig met landbouw, aangetoond door talrijke vondsten van sikkels. Het is mogelijk dat de cultuur een overgang van brandlandbouw naar bewerking met de ploeg kende. Ook werd er veeteelt beoefend. Er zijn restanten van schapen, geiten, runderen, paarden en varkens gevonden. Het is aangetoond dat men pelshandel dreef met de steden aan de Zwarte Zee.
Sommige locaties werden beschermd door greppels en wallen, waarschijnlijk ter verdediging tegen de nomadische stammen uit de steppe. Woningen waren op de vlakte of half-ondergronds gebouwd, met palen ter ondersteuning van de muren, een haard in het midden, en grote conische kuilen nabij.

## Begrafenissen
De bewoners beoefenden crematie. De crematieresten werden ofwel in grote, handgemaakte aardewerk urnen geplaatst, of in een grote kuil, omringd door voedsel en sieraden zoals spiraalvormige armbanden en midden- tot laat-La Tène-type fibulae.

## Neergang
De neergang van de Zaroebyntsicultuur is verbonden met de emigratie van de bevolking in verschillende richtingen. De concentratie van nederzettingen in de centrale regio daalde, terwijl radiaal verspreid laat-Zaroebyntsi groepen verschijnen, vooral zuidwaarts in de bossteppe-gebieden van de midden-Dnjepr, Desna en Severski Donets. Invloeden op lokale culturen in de Oostelijke Karpaten en Podolië, evenals, in mindere mate, in het noorden in de woudzone zijn ook duidelijk.
Het wegtrekken van de Zaroebyntsi-groepen is in verband gebracht met een droger wordend klimaat, waarbij de bevolking de hooggelegen heuvelforten verliet en in de rivierdalen trok. Deze vooral zuidwaartse beweging bracht hen dichter bij westwaarts bewegende Sarmatische stammen uit het Don-gebied en Thracische en Keltische elementen. 
In de 3e eeuw hergroepeerden de centrale laat-Zaroebyntsi nederzettingen zich in de Kievcultuur, terwijl de westelijke gebieden werden geïntegreerd in de wielbarkcultuur.